# 피터르 핑크
피터르 핑크(네덜란드어: Pieter Vink ˈpitər ˈvɪŋk[*], 1967년 3월 13일, 자위트-홀란트 주 노르트베이커르하우트 ~)는 네덜란드의 전직 축구 주심으로, 국제 축구 연맹과 유럽 축구 연맹 경기를 주관했다. 그는 2007년 "신 웸블리" 개장 경기를 주관한 주심으로도 알려져 있다. 그는 축구 주심 외에도 경찰관으로 근무했고, 이후 축구 주심 활동에 전념하기 위해 사직했다. 그의 취미는 골프다.

## 경력
핑크는 1987년에 주심 활동을 시작했는데, 1993년에 에레디비시 C등급 주심으로 인증되었고, 1996년에는 B등급으로 상향되었고, 2001년에는 네덜란드 A등급 주심으로 올라섰다.
국제 무대에서, 그는 2004년부터 국제 축구 연맹 경기를 주관했고, 같은 해 UEFA컵 경기에서 신고식을 치렀으며, 이후 벨파스트의 윈저 파크에서 2005년 7월 29일에 열린 2005년 유럽 U-19 선수권 대회 결승전도 주관했고, 이 경기에서 프랑스가 잉글랜드를 3-1로 이겼다.
그는 2007년 3월 24일에 신 웸블리 구장 첫 경기를 주관하는 영예의 주인공이 되었는데, 잉글랜드 U-21 국가대표팀과 이탈리아 U-21 국가대표팀이 맡붙은 친선경기는 3-3 무승부로 끝났다.
2007년, 그는 첫 챔피언스리그 경기를 주관했는데, 루마니아의 스테아우아 부쿠레슈티와 [[벨라루스의 바테 보리소프가 맞붙은 경기로, 같은 해 7월에 유럽 축구 연맹 최고 등급 주심으로도 올랐다. 그는 같은 해 조별 리그 3경기를 더 주관했다. 핑크 주심은 스코틀랜드와 우크라이나가 글래스고의 햄던 파크에서 맞붙은 유로 2008 예선전 경기를 주관했는데, 우크라이나는 이 경기에서 1-3으로 패해 사실상 본선 진출이 좌절되었다.  이후, 그는 북아일랜드와 덴마크 간 벨파스트의 윈저 파크에서 맞붙은 2007년 11월 17일 경기를 주관했다.
핑크는 2008년 4월 2일에 에미레이트 스타디움에서 열린 아스널과 리버풀 두 잉글랜드 구단들 간 챔피언스리그 8강 1차전 맞대결을 주관했다.

### 유로 2008
2007년 12월 19일, 핑크는 네덜란드인 심판진들과 함께 스위스와 오스트리아에서 2008년 여름에 열릴 유로 2008 본선에 주관할 심판단 명단에 이름을 올렸다. 그는 대회 제3 경기인 공동 개최국 오스트리아와 크로아티아 간 경기를 주관했다.